# 舞鶴市内自主運行バス
舞鶴市内自主運行バス（まいづるしないじしゅうんこうバス）は、京都府舞鶴市内を運行する自治体バス（廃止代替バス）である。

## 概要
舞鶴市では、民間路線バスや定期航路の廃止で生活の足の確保が困難になった地域に対し、地域毎の自治会にて組織された運行協議会が主体となって路線バスを運行してもらうかたちを採っていて、その各運行協議会が運行する路線バスを「自主運行バス」と呼んでいる。
- 自主運行バスは、全て自家用自動車（白ナンバー車）による有償運送での運行である。
- 各自主運行バスに対し、舞鶴市が欠損補助を行っている。京都府が市の欠損補助の二分の一を補助している。
- 現在運行している自主運行バスは、池内（いけうち）バス、岡田中（おかだなか）バス、西大浦（にしおおうら）バス、青井校区（あおいこうく）バス、杉山・登尾（すぎやま・のぼりお）バス、多門院（たもんいん）バス、の6つである。岡田上（おかだかみ）バスは2024年に廃止された。
- 運賃は全ての自主運行バスが区間制。杉山・登尾バスと多門院バスは50円単位で、あとは10円単位である。

## 路線
以下の路線がある。

### 岡田上バス
- 京都交通和田在木線の廃止代替として、1973年11月1日に運行開始した[1] 。
- 運行は、岡田上バス運行協議会が行っていた。
- 土曜・日曜・祝祭日は運休。
- 2024年にスクールバスに代替され廃止。[2]

路線
- 奥栃葉 - 大俣公会堂前 - 出合 - 滝ヶ宇呂※ - 地頭 - 上村 - 宇谷 - 小原 - 大呂※ - 小原 - 宇谷 - 原 - 志高 - 岡田保育園 - 由良川学園
  - 出合 - 滝ヶ宇呂間及び大呂バス停は事前予約制。

車両
- 29人乗り車両（三菱ふそう・ローザ）1台を使用していた。「あけぼの号」の愛称が付けられていた。

### 池内バス

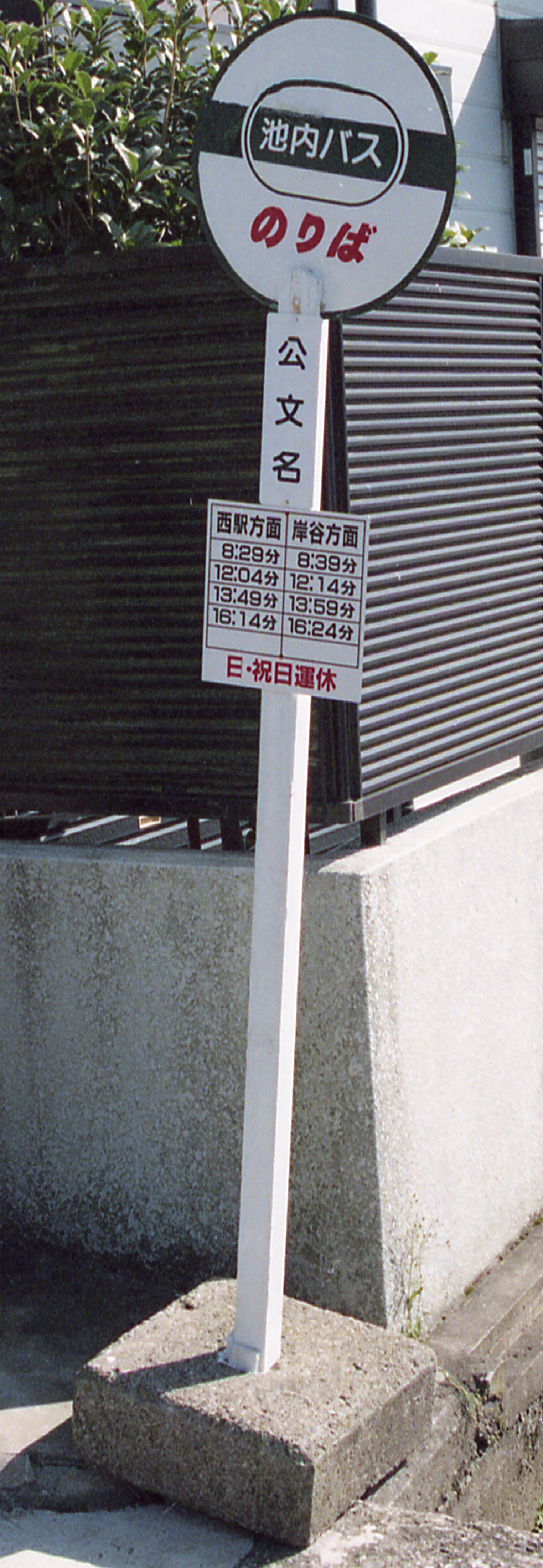
池内バスのバス停

- 京都交通池内線の廃止代替として、1993年10月1日に運行開始した[1] 。
- 運行は、池内バス運行協議会が行っている。
- 日曜・祝祭日は運休。

路線
- 日赤病院前 - 西舞鶴駅前 - 西高前 - 七日市 - 堀 - 別所 - 上根 - （寺田 - ）岸谷（←白滝）
  - 白滝を経由するのは始発の1便のみ。昼以降の便は日赤前発の便のみ寺田を経由する。

車両
- 25人乗りの、車いす用電動リフト付き車両（三菱ふそう・ローザ）1台を使用している。「かじか号」の愛称が付けられている。
- 2006年1月より、バイオディーゼル燃料（BDF）を使用している。

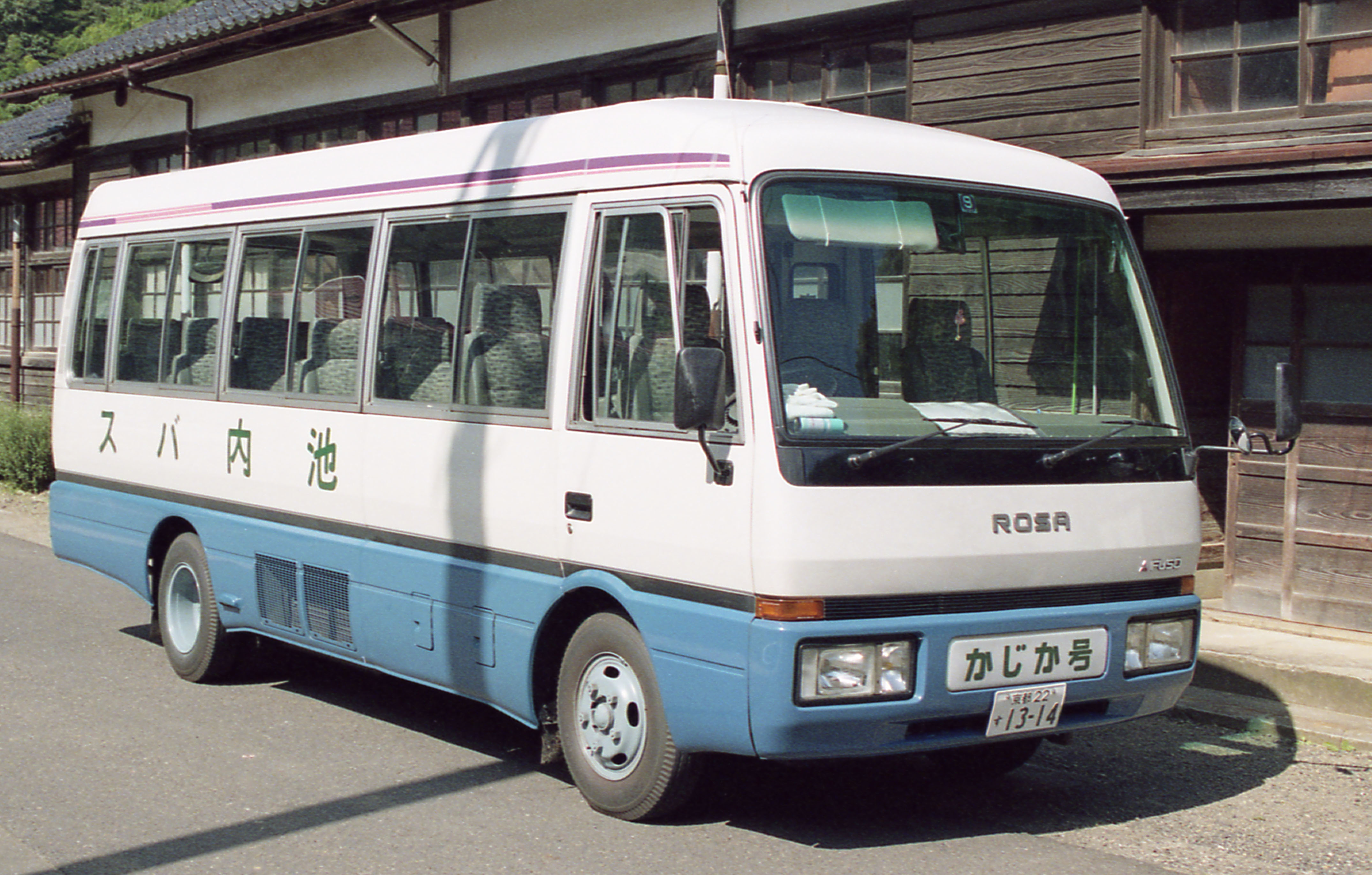
池内バスの車両（1999年当時、車両更新前）

### 岡田中バス

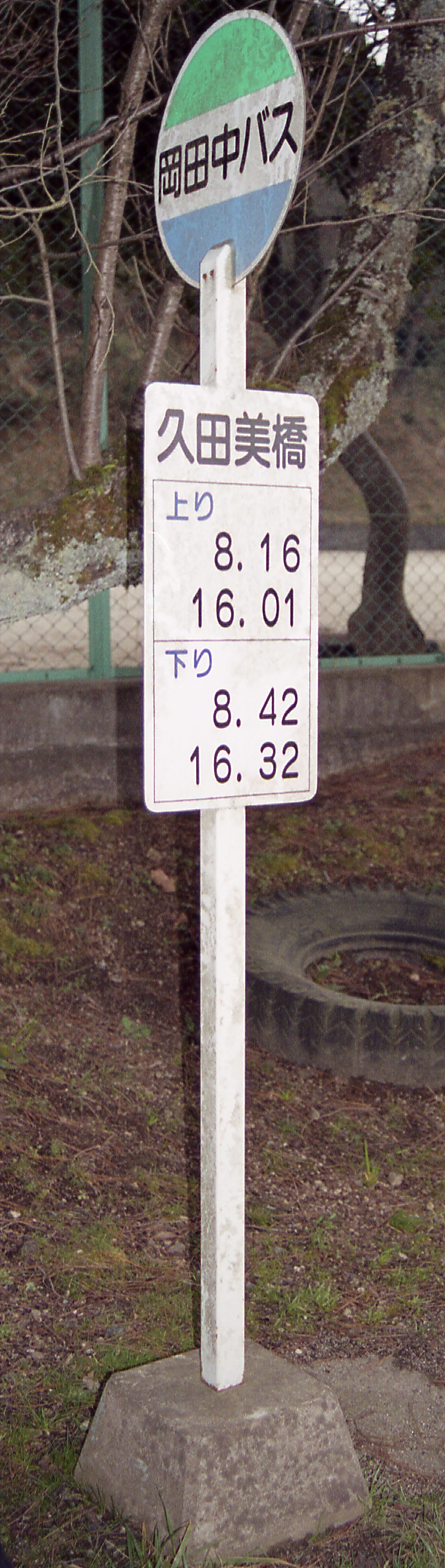
岡田中バスのバス停

- 京都交通漆原線の廃止代替として、1994年10月1日に運行開始した[1] 。
- 運行は、岡田中バス運行協議会が行っている。
- 土曜・日曜・祝祭日は運休。

路線
使用車両が2台あり、1台ごとに運行経路を変えて運行している。　※（）内は一部便のみ経由
1号車
- 漆原車庫前 - 長谷※ - 下漆原 - （下見谷 -） センター前 - 出合 - 岡田由里 - 加佐分室前 - 久田美橋（岡田小学校）（→志高→岡田保育園→＜八戸地経由＞→下漆原→長谷※→車庫前）
  - 長谷バス停は事前予約制。

2号車
- センター前 - （平 -） 出合 - 岡田由里 - 般若寺 - 富室 - 志高 - 久田美橋（岡田小学校） - 久田美三点場※ - 久田美橋（岡田小学校）- 志高 - 岡田保育園（←＜八戸地経由＞←センター前）
  - 久田美橋（岡田小学校） - 久田美三点場間は事前予約制。

車両
- 28人乗り車両（1号車、三菱ふそう・ローザ）と15人乗りワゴンバス（2号車）を使用している。「あかいわ号」の愛称が付けられている。

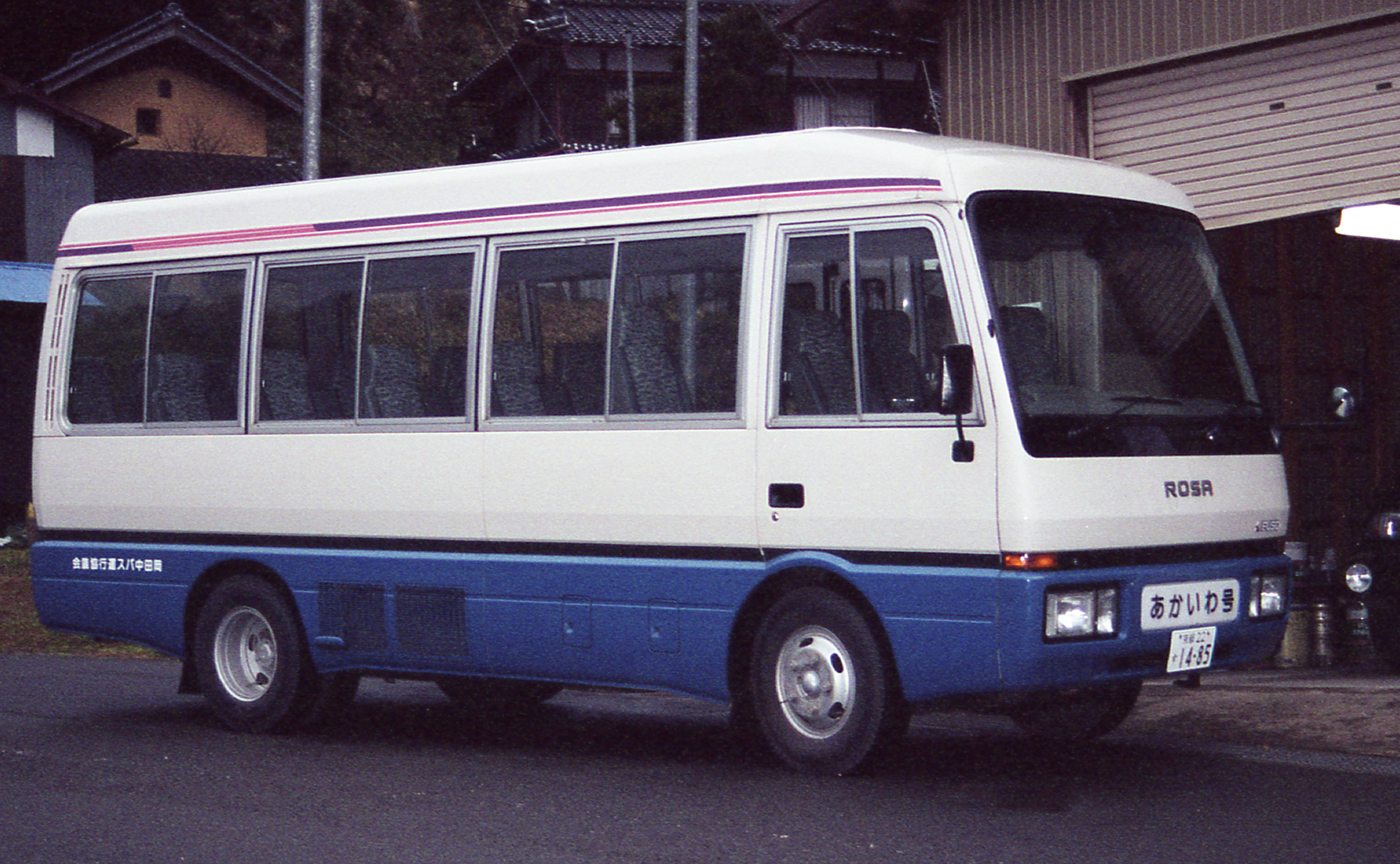
岡田中バスの車両（2002年当時、車両更新前）

### 西大浦バス

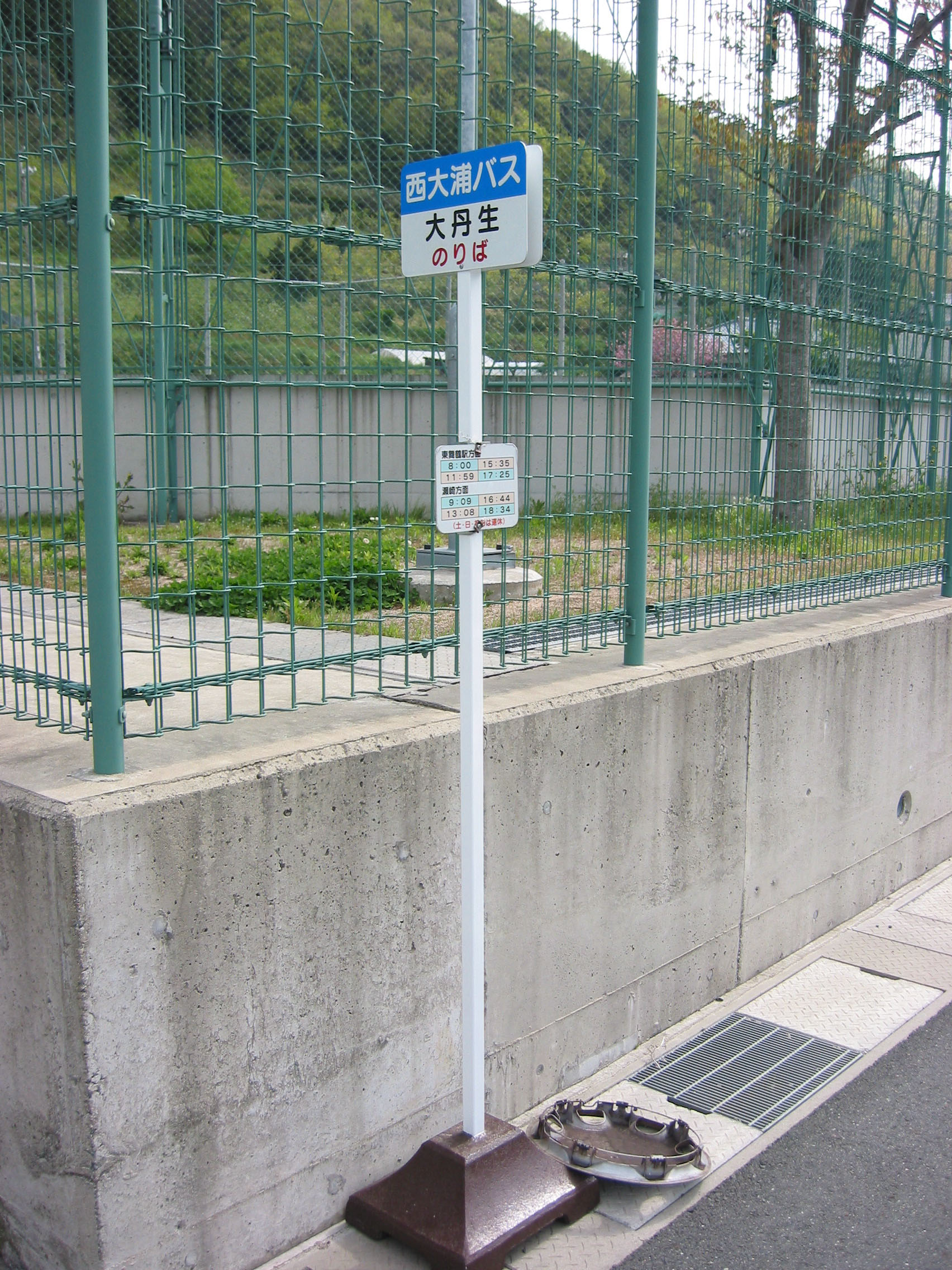
西大浦バスのバス停

- 舞鶴汽船航路廃止の代替として、2004年10月に運行開始した。
- 運行は、西大浦協議会が行っている。
- 土曜・日曜・祝祭日は運休。

路線
- 東舞鶴駅 - 浮島 - 若浦中学校前 - 平 - 下佐波賀 - 親海公園前 - 火電前 - 舞鶴ふるるファーム前 - 瀬崎
  - 東舞鶴駅 - 平の間は区間内利用不可。

車両
- 47人乗り中型車両（三菱ふそう・エアロミディMK）1台を使用している。

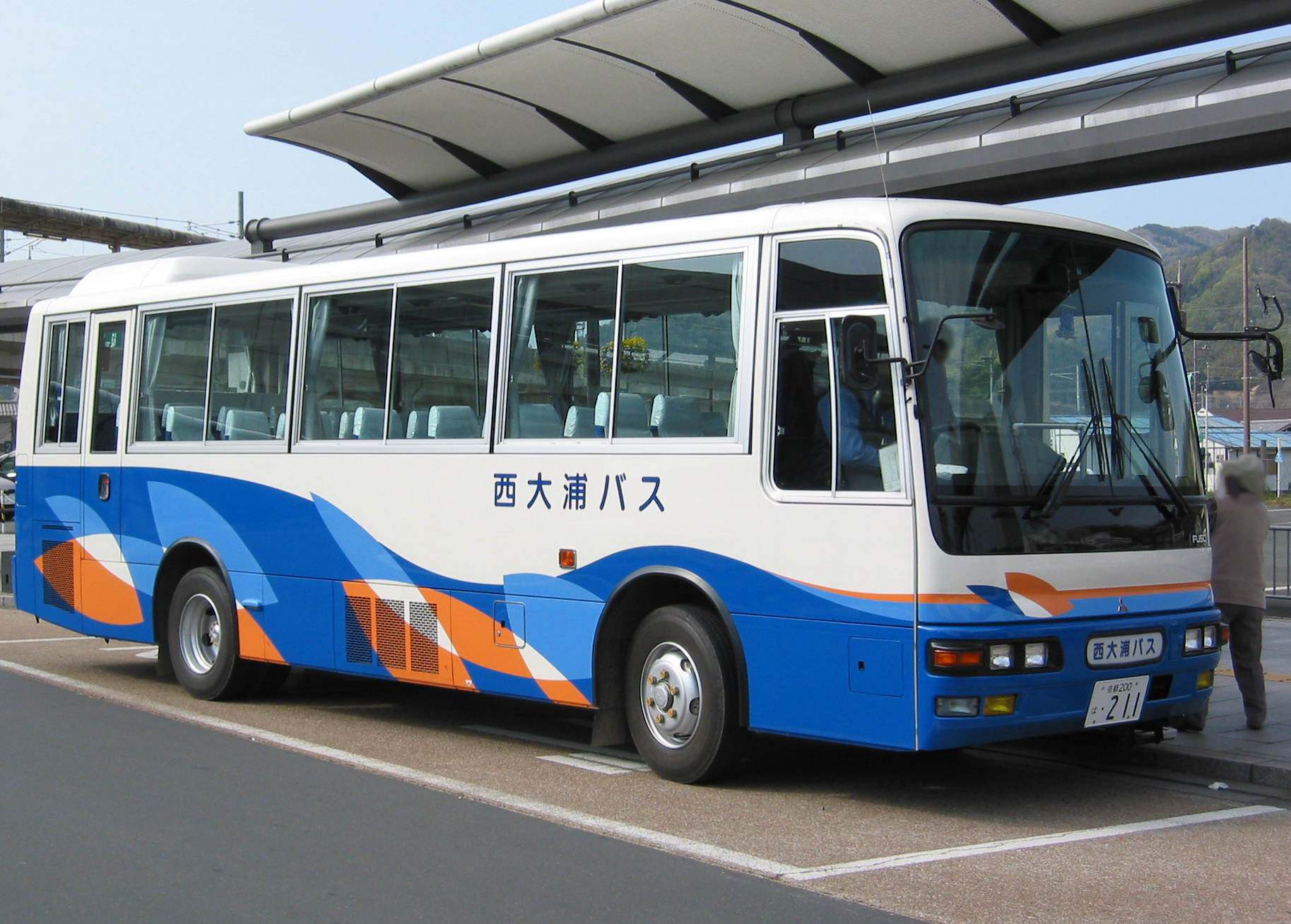
西大浦バスの車両（2005年当時）

### 青井校区バス
- 舞鶴汽船航路廃止の代替として、2004年10月に運行開始した。
- 運行は、青井校区協議会が行っている。
- 日曜・祝祭日は運休。

路線
- 西舞鶴駅 - とれとれセンター前 - （福井小学校前 - ）喜多 - 青井 - 白杉
  - 西舞鶴駅 - とれとれセンター前の間は区間内利用不可。福井小学校前バス停は土曜は経由しない。

車両
- 28人乗りの、車いす用電動リフト付き車両（三菱ふそう・ローザ）1台を使用している。「ししょのうら号」の愛称が付けられている。

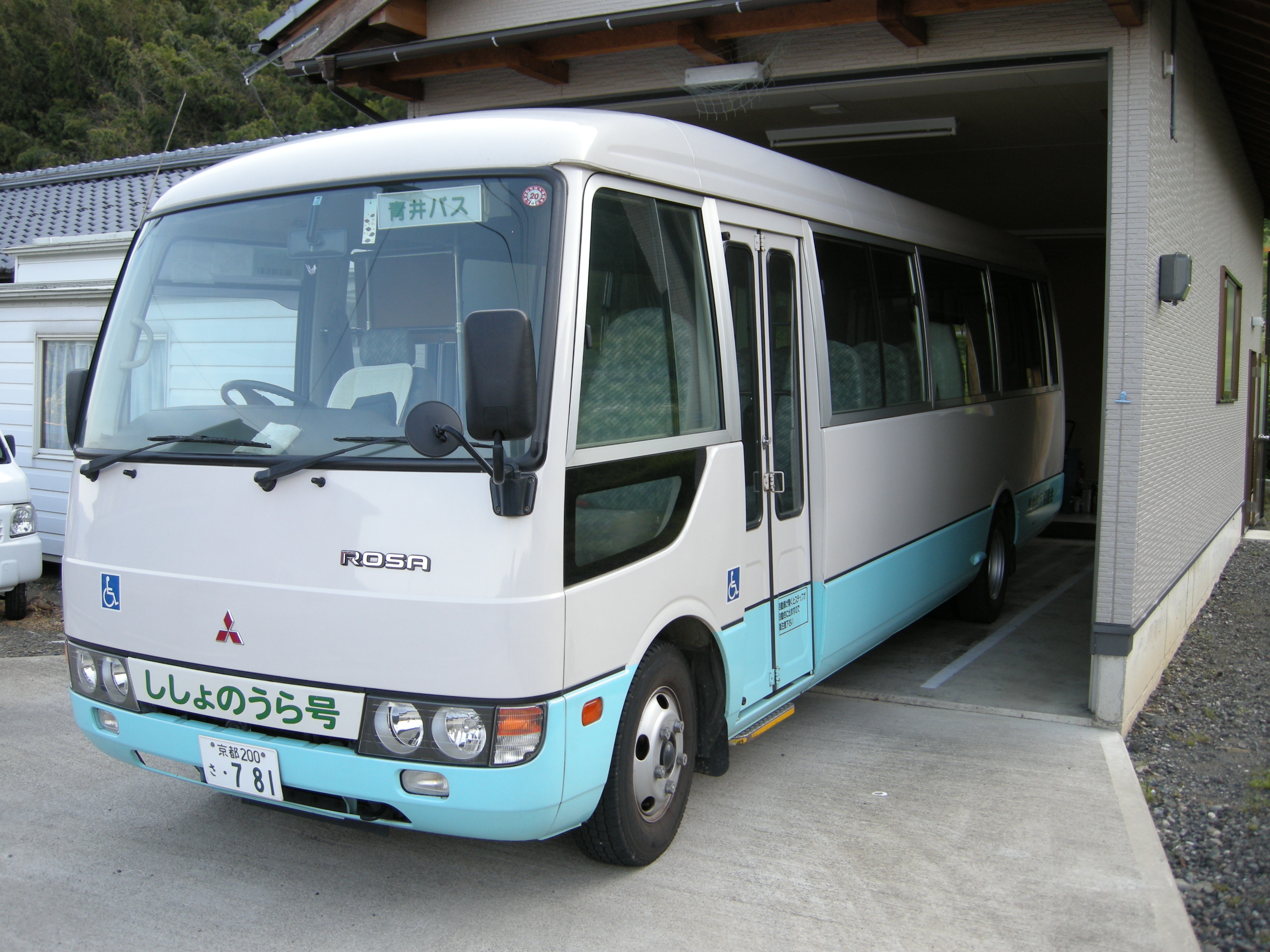
青井校区バスの車両（2008年当時）

### 杉山・登尾バス
- 2005年8月に運行開始した。
- 運行は、杉山・登尾協議会が行っている。
- 土曜・日曜・祝祭日は運休。
- 全便事前予約制で、予約のない便は運行しない。利用者は土曜・日曜・祝祭日を除く8時 - 18時の間に電話予約が必要。

路線
- 東舞鶴駅 - 浮島 - 若浦中学校前 - 朝来中 - 登尾 - 杉山
  - 東舞鶴駅 - 朝来中の間は区間内利用不可。

車両
- 10人乗りワゴン車（トヨタ・ハイエース）1台を使用している。「スマイル号」の愛称が付けられている。

### 多門院バス
- 京都交通材木線が2005年3月31日限りで廃止されたため、市の負担によるジャンボタクシーの運行を経て、2006年1月10日に運行開始した[3]。
- 運行は、多門院協議会が行っている。
- 土曜・日曜・祝祭日は運休。

路線
- 東舞鶴駅 - 浮島 - 堂奥 - 多門院 - 材木 - 黒部
  - 東舞鶴駅 - 堂奥の間は区間内利用不可。

車両
- 29人乗り車両（三菱ふそう・ローザ）1台を使用している。

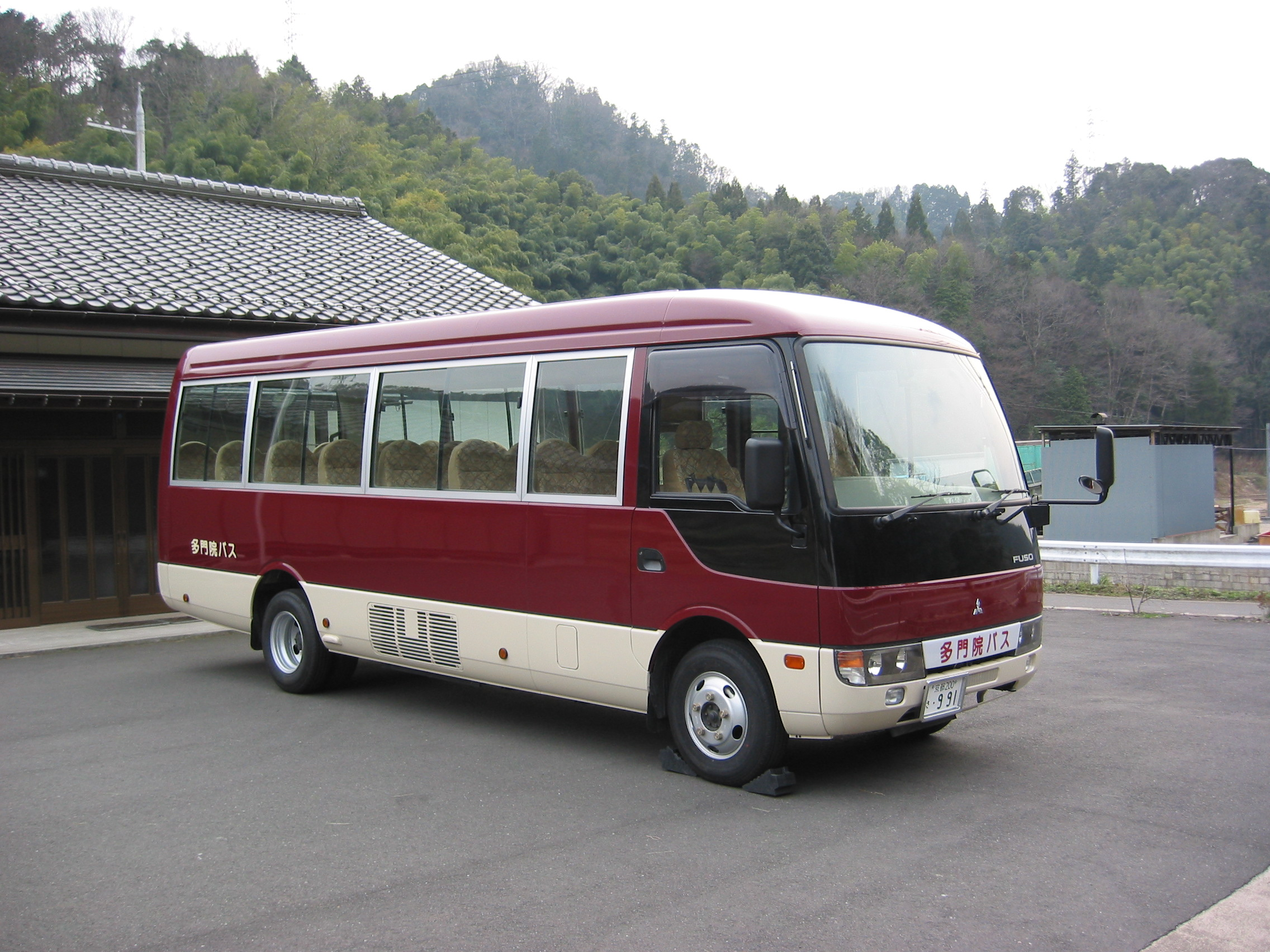
多門院バスの車両（2006年当時）